# 2012年ロンドンオリンピックのアイルランド選手団
2012年ロンドンオリンピックのアイルランド選手団（2012ねんロンドンオリンピックのアイルランドせんしゅだん）は、2012年7月27日から8月12日にかけてイギリスの首都ロンドンで開催された2012年ロンドンオリンピックのアイルランド選手団、およびその競技結果。

## 概要
今大会は金メダル1個、銀メダル1個、銅メダル4個の合計6個のメダルを獲得した。

## メダル
| メダル | 選手名                 | 競技       | 種目               |
| ------ | ---------------------- | ---------- | ------------------ |
| 金     | ケイティー・テイラー   | ボクシング | 女子ライト級       |
| 銀     | ジョン・ジョー・ネビン | ボクシング | 男子バンタム級     |
| 銅     | ロバート・ヘファーナン | 陸上       | 男子50km競歩       |
| 銅     | パディー・バーンズ     | ボクシング | 男子ライトフライ級 |
| 銅     | マイケル・コンラン     | ボクシング | 男子フライ級       |
| 銅     | キアン・オコナー       | 馬術       | 障害飛越個人       |